# 碧芦冤孽
《碧芦冤孽》（英語：The Turn of the Screw，或作）是根据亨利·詹姆斯1898年同名小说改编的英国電視電影，英国广播公司出资制作，2009年12月30日在英國廣播公司第一台首播。桑迪·维尔奇把原著改编成剧本，蒂姆·费威尔执导。电影基调和情节与詹姆斯的小说基本一致，但故事背景从19世纪40年代改成20世纪20年代，突出文学理论家认定原著包含的性元素。电影以闪回结构讲述剧情，聚焦精神病人安（米雪·道克利饰）与费希尔医生（丹·史蒂文斯饰）的谈话疗程。安讲述贵族聘请她照料孤儿麦尔斯（约瑟夫·林赛饰）与弗洛拉（伊娃·塞耶）的经历，她在两个孩子家里见到管家格罗斯太太（苏·乔斯顿饰），上岗后很快在庄园周围看到神秘人物，决定查个水落石出。
影评人对本片看法不一，表演和电影整体风格普受好评，但情节与原著的差异招来非议。评论家对电影恐怖元素分歧很大，觉得吓人者有之，批评恐怖效果不足者有之。詹姆斯的原著许多情节模棱两可，引来大量文学评述分析，影评人对电影是否恰当表现原著这方面特点各抒己见，学术分析认为影片远不及小说模棱两可。2010年3月1日本片DVD在英国问世，2015年4月28日亮相北美市场。

## 制作
英国广播公司把许多恐怖小说改编成圣诞电影，人称《圣诞鬼故事》系列，曾改编蒙塔古·罗德斯·詹姆斯的小说《巴切斯特大教堂座席》（改编电影《巴切斯特的座席》）、《警告好奇者》、《遗失我心》、《托马斯阿伯特的宝藏》、《白蜡树》。《碧芦冤孽》属圣诞恐怖片迷你剧。英国广播公司高管、戏剧主管本·斯蒂芬森谈论本片时表示：“孩子们上床睡觉，要是成年人这会儿坐在火堆前连鬼故事都没得看，那圣诞节就名不符实，没有什么能比重塑亨利·詹姆斯经典故事更令人毛骨悚然”。节目由斯蒂芬森与英国广播公司第一台负责人杰伊·亨特主导，蒂姆·费威尔导演，科林·雷顿制片，杰西卡·波普任执行制片人。

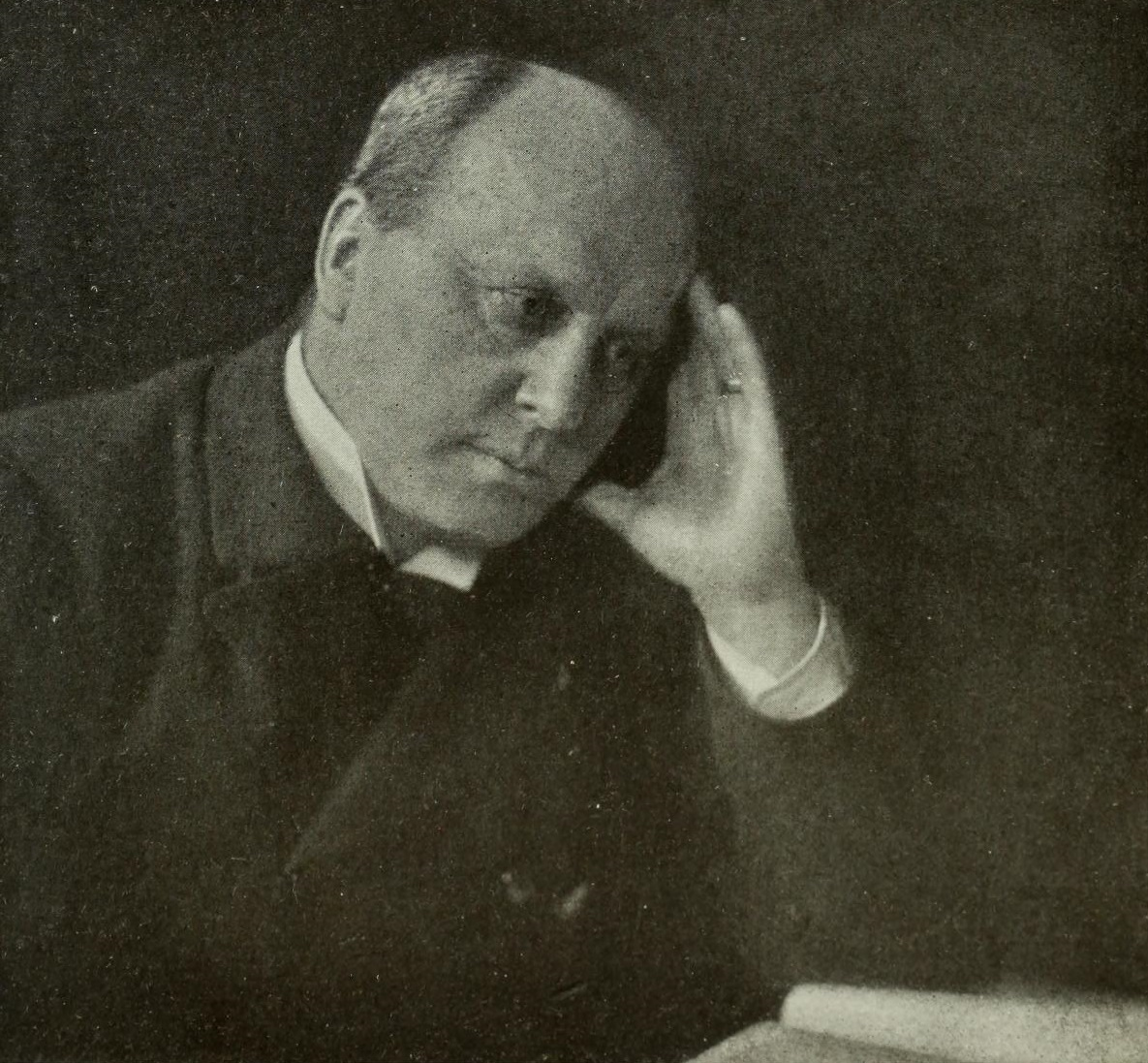
亨利·詹姆斯1898年推出原著《螺丝在拧紧》，上图是他1904年的照片

电影根据亨利·詹姆斯颇受好评的1898年中篇小说《螺丝在拧紧》改编，原著已多次搬上银幕或荧屏，但英国广播公司还是首度改编。编剧桑迪·维尔奇把故事背景从原著的19世纪40年代改成20世纪20年代初，以便增加精神病学家用弗洛伊德精神分析法访谈主角。小说和电影都采用第一人称叙事，但原著没有本片的心理疗程剧情框架。新背景能利用第一次世界大战解释片中庄园的工作人员为什么都是女子。文学理论家认为詹姆斯的原著不乏弗洛伊德心理学与色欲元素，在本片体现尤为显著，为体现安对庄园主长期压抑的性幻想，电影包含许多非常露骨的情欲桥段。维尔奇在片中新增原著没有的神學内容，父亲是讲道牧师的安还不能肯定自身信仰，精神科医生主张无神论，询问安信仰时得来的回答是“魔鬼”。
影片与原著整体基调相差无几。电视评论员马修·贝利斯认为本片靠扭曲现实营造不安和恐怖，不是什么“尖叫女妖与吓人尸体风格的鬼故事”。电影采用微妙的恐怖手段，不乏窗台上的破娃娃这类巧妙细节，有些谜团自始至终没有向观众揭示，如迈尔斯为什么会被寄宿学校停学。贝利斯认为如此手段非常切题：“作者把螺丝放进孔内，最好是让观众来拧紧”。
《碧芦冤孽》2009年8月开始在英國西南部实地取景。片中布莱庄园桥段是在森麻實郡約維爾附近的布林普顿·德埃弗西庄园拍摄，庄园土地广阔且有很大的湖，与詹姆斯笔下的布莱庄园差不多。片中铁路在东萨默塞特铁路取景。
电影主要演员如下：米雪·道克利饰女主角安，苏·乔斯顿饰莎拉·格罗斯太太，丹·史蒂文斯饰费希尔医生，马克·坎巴斯饰庄园主，妮可拉·沃克饰卡拉，爱德华·麦克利亚姆饰彼得·昆特，凯蒂·莱特福特饰艾米丽·杰西尔。科林·雷德格瑞夫扮演精神病院教授，其父迈克尔·雷德格雷夫曾主演1961年原著小说改编电影《无辜的人》。约瑟夫·林赛、伊娃·塞耶分别诠释麦尔斯与弗洛拉。片中包含情色桥段，两位童星没有出席预映。

### 播映与发行
《碧芦冤孽》2009年12月30日晚九点在英國廣播公司第一台首播，是英国广播公司2009年圣诞季节目，此后还在该司其他频道和UKTV正剧频道播映。2010年3月1日，本片DVD在英国面世，英国橡实传媒发行。英國電影分級委員會为DVD分级“15”，理由是“不频繁的激烈性爱场面”。2015年4月28日，本片DVD亮相北美市场，其中不含花絮且未分级。电影的DVD或电视播映还曾提供德语、芬兰语、波兰语版。

## 剧情
信奉怀疑论与无神论的费希尔医生在精神病院工作，医院高管（雷德格瑞夫）建议他专心治疗一战返乡军人，但费希尔想尽力帮助安。电影剧情靠安在谈话疗程讲述并穿插闪回桥段展开。
富有而世故的贵族老爷聘请安当家庭教师，教导并照顾住在布莱庄园的侄子和侄女，两个孩子已是孤儿。老爷自称住在伦敦，没什么大事儿别去烦他，遇到问题想办法解决。安赶到布莱庄园，以管家莎拉·格罗斯太太为首的所有工作人员都是女子。新家庭教师见到庄园主的侄女儿小弗洛拉，觉得庄园让人觉得紧张不安，其他人态度高冷、惜言如金。
安从信中得知老爷的侄儿迈尔斯被寄宿学校开除，但格罗斯太太信誓旦旦地宣称迈尔斯表现很好。安见到返回庄园的迈尔斯，觉得他很有魅力，迈尔斯没说学校出了什么事，新老师也就没追问。安与孩子们的相处平和欢畅，一起湖上泛舟、享受野餐。安对老爷充满少女幻想，希望他回庄园看看，但一直没见到。
安在庄园教堂发现上任家庭教師艾米丽·杰西尔之墓，其他人称她自寻短见。安还开始在庄园不同位置看到身份不明的青年男女，格罗斯太太根本不信，女佣卡拉把前任男仆彼得·昆特的性虐待行径告诉安。格罗斯太太声称一战对卡拉影响很大，经常想入非非。安晚上被神秘女子叫醒，跟着她走到外面后发现弗洛拉站在打开的窗前，随后看到卡拉从屋顶摔落，摔死在花园的迈尔斯身边。安急忙跑出去，看到屋顶出现神秘男子身影。回到屋里，格罗斯太太宣称安肯定是看花眼。
安推断神秘男女是昆特与杰西尔的鬼魂，想借迈尔斯与弗洛拉的躯体继续昔日充满激情和暴力的性关系。安发现其他人都看不到鬼魂，怀疑曾接受昆特和杰西尔引导并参与其中的迈尔斯与弗洛拉有意让两鬼还魂。安决心离开庄园，向迈尔斯告别时得知他也能看到神秘人。离开庄园几分钟后她又要求回去，随后心慌失措地担心迈尔斯与弗洛拉已经离开住所。安在湖边发现两人，迈尔斯粗暴地把弗洛拉头部按进水里，两个孩子在安看来已变成昆特和杰西尔。她急忙阻止，与时而变成迈尔斯、时而变成昆特的男子扭打起来。格罗斯太太赶来阻止安继续打迈尔斯，弗洛拉称不希望再看到安。迈尔斯命令弗洛拉和所有佣人离开庄园，与安一起准备和昆特对峙。两人心里很害怕，昆特赶来后安告诉迈尔斯命令对方停止纠缠，迈尔斯突然用昆特的噪音朝安大吼大叫，最后还是变回自己的声音告诉鬼魂昆特，希望他走，不要再回来。安抱住迈尔斯，他的躯体逐渐软倒。
警察发现安紧抓着迈尔斯的尸体，她拒绝说明经过，直到与弗希尔医生谈话时才说出来。医生看似相信安的话，但觉得性心理角度不足以解释安为什么会产生那么多幻觉。费希尔看到警察带走安颇感难受，她将面临谋杀迈尔斯的罪名起诉，医生此时还看到某警察的样子与昆特一模一样。电影最后是新家庭教师抵达布莱庄园。

## 演员
- 米雪·道克利饰家庭老师安
- 苏·乔斯顿饰布莱庄园管家莎拉·格罗斯太太
- 丹·史蒂文斯饰精神病学家费希尔医生
- 妮可拉·沃克饰庄园女佣卡拉
- 伊娃·塞耶饰安年幼的女学生弗洛拉
- 约瑟夫·林赛饰安年幼的男学生迈尔斯
- 马克·坎巴斯饰富有而世故的贵族庄园主
- 科林·雷德格瑞夫饰精神病院教授、费希尔的上校
- 温迪·阿尔比斯顿饰司机贝恩斯
- 莎拉·巴克兰饰庄园工作人员黛安
- 爱德华·麦克利亚姆饰前庄园男仆彼得·昆特
- 凯蒂·莱特福特饰上任家庭教师艾米丽·杰西尔
- 内莉·巴勒斯饰昆特虐待的女佣
- 彼得·比哥特饰安的父亲
- 昂娜·卡吉尔-马丁饰童年时的安
- 卡梅伦·斯图尔特饰警督

## 专业评价
影评人对本片评价不一，马修·贝利斯在《快报》发文称赞《碧芦冤孽》是詹姆斯小说改编影视佳作。《泰晤士报》刊登大卫·查特的文章，认为电影算不上极其出众，但已相当精彩，特别是对不熟悉原著的观众来说。《每日电讯报》的西蒙·霍斯福德称本片“或许无法让所有人满意”，但对原著的解读无疑令观众揪心。汤姆·萨特克利夫在《獨立報》发表评论，批评影片是对詹姆斯小说的“全面破坏”。《奧斯汀紀事》刊登理查德·惠特克的评论，认为编剧维尔奇显然大失水准。《星期日泰晤士報》的维多利亚·西格尔认为《碧芦冤孽》“远非完美”，但该报还是把电影收入“今日之选”。西格尔称片中缺陷可以忽略不计，虽说有些机械和僵硬，但原著精髓还在。
多位影评人称赞本片保持原著基调，以及微妙的恐怖手法。《西方晨报》指出，这种微妙手法令本片恐怖效果恰到好处，许多影评人赞扬电影的确很吓人。惠特克对《碧芦冤孽》整体印象不佳，但也觉得电影注重房屋、儿童、鬼魂的桥段最恐怖。保罗·怀特劳在《苏格兰人报》发文，认可编剧与导演维持的可怕气氛，配乐还令效果更上一层楼。在他看来，片中沿用的恐怖套路都很有效，为影片氛围增色不少。《衛報》的菲尔·霍根看法相反，觉得《碧芦冤孽》制作颇为巧妙，但沿用套路导致实际恐怖效果有限。《领袖邮报》刊登安迪·库珀的文章，认可本片“毛骨悚然的气氛”和紧张感，但还不足以令人胆寒，如果增加少许惊吓桥段，相信能营造更生动的恐怖效果。
评论文章普遍不认可片中与原著小说情节的差异。蒂姆·蒂曼在《泰晤士报》发文称背景改成20世纪20年代手法还有缺陷，对情节没什么帮助。他把本片与萨拉·沃特斯的20世纪20年代背景小说《小小陌生人》对比，称后者对十年间的社会动荡描写到位。《独立报》与“艺术台”网站刊登杰拉德·吉尔伯特的文章，认为安对庄园主的性幻想剧情毫无必要，对情节没有任何助益，对电影起反效果。克里斯·希克斯在《德瑟雷特晨报》评论本片美国版DVD时自认看不出电影对比小说的情节调整有何目的，而且渲染的性与暴力对影片不利。惠特克批评电影性爱桥段太过火，让人感到别扭，情节变化毫无必要。他还称，《碧芦冤孽》最大的问题是新增精神病医生，此人与安的交流导致电影神秘感消失。萨特克利夫认为重整的剧情落入俗套，无非又是“盲目自大的科学青年信仰崩塌”，影片把“原著那极其可怕的不确定感”，转变成“稍嫌简陋的幽灵火车之旅”。
詹姆斯的原著历久弥新，一定程度上就是因为情节模棱两可，影评人对电影在这方面的成效看法不一。《衛報》专栏作家蒂姆·道林认为电影这方面表现不佳，小说可以理解成直截了当的鬼故事，也可以看成反映安如何疯狂的故事，到底是昆特与杰西尔控制孩子，还是孩子控制安均无定论。在他看来，詹姆斯笔下的模棱两可非常微妙，搬上银幕后只是看起来什么都有可能，所以电影剧情与其说是模糊，倒更像闪烁其辞。惠特克认为影片没有呈现小说的模棱两可与含蓄主题，似乎自觉有什么义务要填补一切空白，在他看来，这都属于剧本先天不足。萨特克利夫看法类似，称女主角和观众一样首次看到昆特出现在屋顶，导致原著最让人揪心的不确定感消失，沉闷至极的焦躁感取而代之，担心到底什么时候又会出事。查特和蒂曼看法相反，觉得电影剧情的模糊感值得认可，查特对片中到底真的有鬼，亦或只是“歇斯底里的想象”很感兴趣；蒂曼认为观众可能会像费希尔医生那样更愿意相信安的讲述。怀特劳称赞导演对剧情的把握卓有成效，同时在电影各种潜台词间保持平衡。
本片演员赢得赞誉，道林认为电影华而不实，但表演确实出众。库珀特意赞扬片中配角。评论家特别关注道克瑞与乔斯顿的演技。道林称林赛与塞耶的演出值得注意，怀特劳称赞麦克利亚姆“几乎没有台词就生动表现纯粹的邪恶”。西格尔看法截然相反，批评本片不该请麦克利亚姆出演，导致故事的主要黑暗势力看起来不像邪恶本尊，倒像低调颓废的摇滚乐队成员。

## 文学分析
詹姆斯小说《螺丝在拧紧》是大量学术文献的分析目标，而且经常改编成文艺作品，改编作品评论也在关注亨利·詹姆斯或新维多利亚文化的学术文献占据一席之地。文学理论家安娜·维奥拉·斯博吉针对电影叙事框架指出，片头女主角置身精神病院就令观众觉得她是疯子，导致电影丧失原著的模棱两可感，更像心理驚悚片而非恐怖片。斯博吉指出，影片利用特殊叙事手法和视觉手段明确营造心理效应，例如迈尔斯穿过蒸汽、仿佛幽灵般现身火车站；片头字幕前的拼贴画面更说明《碧芦冤孽》是惊悚片。不过，片头挖开的坟墓等拼贴恐怖画面“突出小说固有矛盾”，情节是心理惊悚方向，但观众会沉浸在电影的恐怖剧情。除叙事框架不同寻常外，斯博吉认为电影在背景和服装方面表现中规中矩。
文学理论家托马斯·希沙克认为本片改编表现疲软，“对白陈腐、过时，导演迟钝”可能进一步导致演员表现不佳。他用《碧芦冤孽》对比同样根据《螺丝在拧紧》改编的2006年电影《黑暗之地》，该片注重表现小说在性爱角度的阐述。希沙克认为2009年版女主角未能体现压抑性欲的一面，她幻想与庄园主性交，眼中还“看”到昆特与杰西尔发生性关系。希沙克批评本片对此处理过于刻意、拙劣，与斯博吉一样认为电影不够模棱两可，改编构思充满误导，似乎总想向观众说清一切。

## 扩展阅读
- Griggs, Yvonne. . New York: Bloomsbury. 2016: 147–160. ISBN 9781441167699.